# Péninsule de Guajira
Pour les articles homonymes, voir Guajira.
La péninsule de Guajira (en espagnol : Península de la Guajira) est une péninsule du nord de la Colombie et du nord-ouest du Venezuela dans la mer des Caraïbes. Péninsule la plus au nord de l'Amérique du Sud, elle a une superficie de 25 000 km2.

## Géographie
La péninsule de Guajira est répartie entre la Colombie (département de La Guajira), qui en occupe la plus grande partie, au nord, et le Venezuela (État de Zulia), au sud-est.
Au nord se trouve la serranía de Macuira, unique chaîne montagneuse de la région qui culmine à 864 mètres au Cerro Paluou.

## Climat
La plus grande partie de la péninsule est occupée par le désert de La Guajira. Le climat est chaud, avec des températures moyennes de 27 °C. Les alizés drainant l'humidité de la mer des Caraïbes, au nord-est, traversent le désert sans rencontrer d'obstacle, provoquant un déficit de précipitations.
Le parc national naturel de Macuira est une oasis tropicale située dans le désert. Parc national colombien depuis 1977, il recouvre une superficie de 25 000 hectares dans l'unique chaîne montagneuse de la région, la serranía de Macuira.

## Économie
La péninsule recèle d'immenses réserves de houille, exploitées dans une zone appelée El Cerrejon. D'importantes réserves de gaz et de pétrole sont également présentes au large de sa côte nord ainsi que dans le golfe du Venezuela, au sud-est.

## Culture
La péninsule de Guajira abrite la tribu indigène des Wayuus.